# Giles Goschen, 4. Viscount Goschen

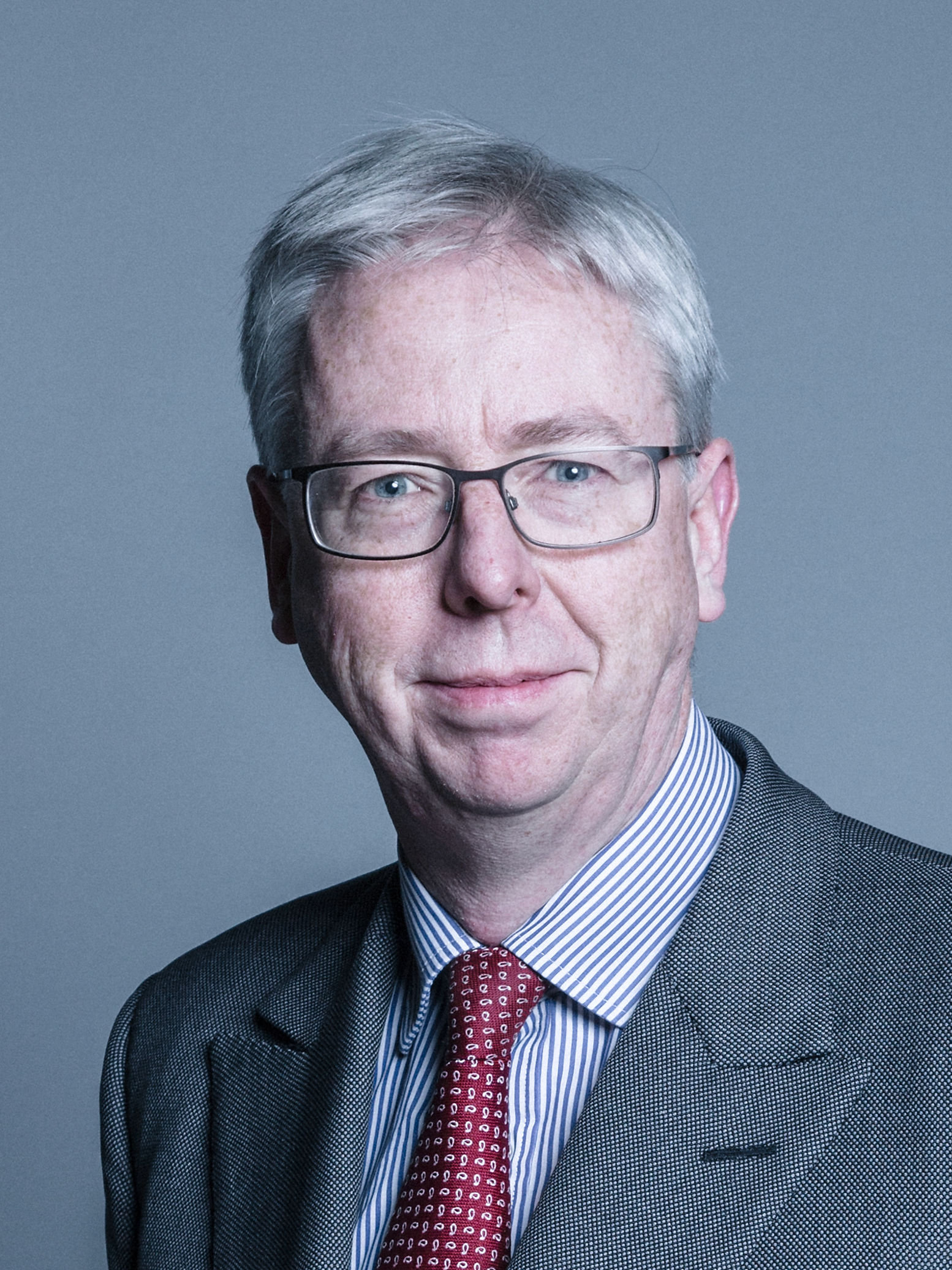
Giles Goschen, 4. Viscount Goschen

Giles John Harry Goschen, 4. Viscount Goschen (* 16. November 1965) ist ein britischer Peer und Politiker der Conservative Party.
Goschen ist der Sohn von John Alexander Goschen, 3. Viscount Goschen und dessen zweiten Frau Alvin England. Er ging auf die Heatherdown Preparatory School und Eton. 1977 im Alter von elf Jahren erbte er den Titel von seinem Vater. Goschen war während der Amtszeit von John Major 1992 bis 1994 Lord-in-Waiting und von 1994 bis 1997 Staatssekretär für das Transportwesen. Mit der Verabschiedung des House of Lords Act 1999 verlor er zusammen mit allen anderen Erbpeers (Hereditary Peers) den automatischen Sitz im House of Lords. Er wurde jedoch gewählt als einer der 92 gewählten Erbpeers, die nach der Reform im House verblieben.